# Остров Голя
Остров Голя е защитена зона от Натура 2000 по директивата за птиците.
Обхваща площ от 414,56 ha в землището на село Кутово, област Видин. Обявена е на 22 август 2008 г. с цел опазване и поддържане на местообитанията на малък корморан (Phalacrocorax pygmeus), нощна чапла (Nycticorax nycticorax), малка бяла чапла (Egretta garzetta), червена чапла (Ardea purpurea), тръстиков блатар (Circus aeruginosus), малък сокол (Falco columbarius), голям корморан (Phalacrocorax carbo), сива чапла (Ardea cinerea), сива гъска (Anser anser), зимно бърне (Anas crecca), зеленоглава патица (Anas platyrhynchos), зеленоножка (Gallinula chloropus), речна чайка (Larus ridibundus) за постигане на тяхното благоприятно природозащитно състояние, както и за възстановяване на местообитания, за които е необходимо подобряване на природозащитното им състояние.
В защитената зона се забранява:
- строителството на нови сгради, пристанища, терминали и промишлени предприятия;
- унищожаването на островни образувания;
- добиването на подземни богатства;
- депонирането и временното съхранение на отпадъци;
- извършването на дейности, свързани с отводняване, пресушаване или промяна на водния режим на затони, мочурища и естествени водни обекти, освен при изпълнение на дейности, свързани с подобряване състоянието на водните екосистеми и местообитания;
- извършването на сечи в горите от местни видове, които водят до намаляване на тяхното площно разпространение или до смяна на видовете;
- извършването на сечи в радиус 300 м около гнездови колонии на чапли и корморани през периода на гнездене (март – юли);
- използването на неселективни средства за борба с вредителите по горите.[1]